# 陳勇 (福建海澄)
陳勇，一作陳謝勇。福建海澄人，廣東潮州府籍，清朝武官官員。曾任湖湖水師協副將、海壇鎮總兵、臺灣鎮總兵等職。

## 生平
雍正六年（1728年）任湖湖水師協副將，雍正十年正月廿一（1732年2月16日）陞任海壇鎮總兵。
乾隆十六年六月廿九（1751年8月20日），當時擔任金門總兵的陳勇奉旨接替陞任福建水師提督的李有用，擔任臺灣鎮總兵，但實際上可能未到任。